# Wum
Wum är en ort i Kamerun.   Den ligger i regionen Nordvästra regionen, i den västra delen av landet, 300 km nordväst om huvudstaden Yaoundé. Wum ligger 1 055 meter över havet och antalet invånare är 68 836.
Terrängen runt Wum är kuperad söderut, men norrut är den platt. Trakten runt Wum är ganska tätbefolkad, med 62 invånare per kvadratkilometer. Wum är det största samhället i trakten. Trakten runt Wum är huvudsakligen savannskog.